# دانييلي عدني
دانييلي عدني (بالإيطالية: Daniele Adani)‏ مواليد (10 يوليو 1974 كوريدجو) هو لاعب كرة قدم إيطالي سابق كان يلعب كقلب الدفاع.

## روابط خارجية
- دانييلي عدني على موقع قاعدة بيانات كرة القدم.إي يو (الإنجليزية)
- دانييلي عدني على موقع ناشيونال فوتبول تيمز (الإنجليزية)
- دانييلي عدني على موقع عالم كرة القدم.نت (الإنجليزية)